# Neil Mellor
Neil Andrew Mellor (ur. 4 listopada 1982 w Sheffield) – angielski piłkarz grający na pozycji napastnika. Grał w Liverpoolu, z którym wygrał Ligę Mistrzów w 2005 roku. W 2006 roku podpisał kontrakt z Preston North End, gdzie grał do 2012 roku, kiedy zakończył karierę piłkarską.